# Jules Haelling
Marie Léon Jules Haëlling, né le 22 mai 1869 à Mulhouse et mort le 20 novembre 1926 à Bonsecours, est un compositeur et organiste de la cathédrale de Rouen. Il a été membre de l'Académie des sciences, belles-lettres et arts de Rouen en 1908.

## Biographie
Les parents de Jules s'installent en mars 1878 à Rouen à la suite de l'annexion de l'Alsace-Lorraine. 
Il entre à la Maîtrise Saint-Evode de la cathédrale de Rouen en 1879 et il y remporte de nombreuses récompenses. À l'âge de 15 ans, le directeur, l'abbé Adolphe Bourdon, garde le jeune homme et le nomme organiste du chœur de la primatiale. 
Grâce à l'appui de Mgr Thomas, le jeune homme peut se rendre à Paris pour se perfectionner auprès d'Alexandre Guilmant. Il chantera également sous la direction de Charles Lenepveu qui dirige l'oratorio Jeanne d'Arc le 6 décembre 1885. 
En 1897, il succède à Émilien Ledru sur le poste du grand-orgue. Il enseignera le piano, l'orgue, le solfège, l'accompagnement et l'harmonie aux élèves de la Maîtrise parmi lesquels : Emmanuel Bondeville, l'organiste compositeur Maurice Duruflé, le chef d'orchestre Paul Paray, Henry Beaucamp, Marcel Lanquetuit et de Marie-Thérèse Duthoit. 
Pour sa réception à l'Académie des Sciences, Belles-Lettres et Arts de Rouen, le 16 décembre 1908, Jules Haelling dirige lui-même, dans la salle du Palais des Consuls, une vaste composition pour chœur, soli, et orchestre : Élévation, dont le texte est emprunté au 3e livre de l'Imitation de Notre-Seigneur Jésus Christ, mise en vers par Pierre Corneille. Au cours de cette même séance, la maîtrise fait entendre des pages plus anciennes : L'Été, sur des paroles de l'abbé Henri Bourgeois, l'Invocation à la Nature, sur les vers de Lamartine.
Composé pour les funérailles du cardinal Thomas, en mars 1894, le psaume De Profundis, pour chœur, soli, orgue et orchestre, est donné de nouveau dans la cathédrale le 29 mai 1911 à l'occasion de l'inauguration du monument du grand prélat, puis le 10 mars 1912. 
Parmi les autres œuvres de Jules Haelling, il y a la prose Inviolata, le Panis angelicus, un Prélude en ut dièse mineur pour orgue, une Messe et la célèbre Chanson des maîtrisiens, composée sur des vers de l'abbé Bourgeois.
Les obsèques de Haelling ont lieu à la basilique Notre-Dame de Bonsecours (commune de l'agglomération rouennaise) le 24 novembre 1926,.
Sa tombe est ornée d'un médaillon dû à Richard Dufour en 1931.

## Œuvres musicales[10]
- Inviolata, motet pour une voix avec accompagnement d'orgue (violon et violoncelle ad libitum), par Jules Haelling. Paris : J. Hamelle, [1914], 3 parties in-fol.
- Ariette de mai, pour piano par J. Haelling. Paris : J. Hamelle, [1913]
- Prélude. en ut dièse mineur pour orgue - Contenu dans Prière [Musique imprimée] / H. Mulet. Prélude / J. Haelling. Adagietto / P. Kunc Paris : A. Leduc, cop. 1902, 13p, couv.ill. ; 32 cm.
- Hymne à l'épée ! Poésie de V. de Laprade, musique de J. Haelling. Rouen : Klein, [1896]. In-fol.

## Œuvre littéraire
- Académie des sciences, belles-lettres et arts de Rouen. Discours de réception de M. J. Haelling et réponse à ce discours par Mgr J. Loth, Rouen : impr. de L. Gy, 1909, in-8o, 40 p. pl. et fig.

## Distinctions
- Officier d'académie
- Chevalier de l'ordre de Saint-Grégoire-le-Grand